# Catharina Segers
Catharina Segers (Gent, 4 februari 1960) is een Belgische voormalige atlete en politica. Als atlete was ze gespecialiseerd in de marathon en veroverde ze één Belgische titel. Als politica was ze liberaal gemeenteraadslid en schepen van de stad Gent.

## Biografie
Segers werd in 1998 Belgisch kampioene op de marathon. Ze was aangesloten bij KRC Gent.
Segers, die een beroepscarrière in de horeca had uitgebouwd, nam in 2000 voor de VLD deel aan de gemeenteraadsverkiezingen in Gent. Ze werd verkozen tot gemeenteraadslid en in 2005 werd ze schepen van Bevolking en Burgerlijke Stand. Dat bleef ze tot de gemeenteraadsverkiezingen van 2006. Toen werd ze opnieuw verkozen als gemeenteraadslid en eind 2008 werd ze opnieuw schepen van Bevolking en Burgerlijke Stand. In 2012 nam ze voor de derde keer deel aan de gemeenteraadsverkiezingen, maar besloot ze afscheid te nemen van de politiek.

## Belgische kampioenschappen
| Onderdeel | Jaar |
| --------- | ---- |
| marathon  | 1998 |

## Persoonlijke records
Outdoor
| Onderdeel | Prestatie | Datum            | Plaats    |
| --------- | --------- | ---------------- | --------- |
| marathon  | 2:41.39   | 29 april 1999    | Rotterdam |
| uur       | 16.521 m  | 13 november 1999 |           |

## Palmares
marathon
- 1998  Nacht van Vlaanderen te Torhout – 2:49.32
- 1998  BK AC te Gent – 2:45.09
- 1999: 13e marathon van Rotterdam – 2:41.39
- 1999:  Guldensporenmarathon – 2:50.12
- 2001:  BK AC te Gent – 2:53.49[4]
- 2008:  BK AC te Tongeren – 3:00.28[5]